# ألبرت آلان
ألبرت آلان (بالفرنسية: Albert Alain)‏ هو عازف الأرغن وملحن فرنسي، ولد في 1 مارس 1880 في سن جرمن آن له في فرنسا، وتوفي بنفس المكان في 15 أكتوبر 1971.

## وصلات خارجية
- ألبرت آلان على موقع ميوزك برينز (الإنجليزية)
- ألبرت آلان على موقع ديسكوغز (الإنجليزية)